# Vámospércs
Vámospércs é uma cidade da Hungria, situada no condado de Hajdú-Bihar. Tem 58,16 km² de área e sua população em 2019 foi estimada em 5.362 habitantes.